# Добрые и злые
«Добрые и злые» — кинофильм.

## Сюжет
Автомеханики Жак и Симон в предвоенной Франции занимались воровством автомобилей. А когда началась Вторая мировая война, приняли в свою компанию проститутку Лолу и решили стать грабителями, отбирающими деньги у состоятельных граждан. Всё это время их преследовал инспектор полиции Бруно, однако война поставила Жака и Бруно в один ряд — они стали героями борьбы за свободу Франции. Вот только после войны всё началось сначала…

## В ролях
- Марлен Жобер — Лола
- Жак Дютронк — Жак
- Брижит Фоссе — Доминик Бланшо
- Бруно Кремер — инспектор Брюно Дешам
- Жак Вильре — Симон
- Филипп Леотар — продавец Citroën
- Хосе Луис де Вильялонга  — грабитель

## Съёмочная группа
- Режиссёр: Клод Лелуш
- Сценарист: Клод Лелуш, Пьер Юйттерхувен
- Композитор: Франсис Лэй
- Оператор: Жак Лефрансуа